# Bregana Pisarovinska
Bregana Pisarovinska és una localitat de Croàcia al municipi de Pisarovina, comtat de Zagreb. Es troba a una altitud de 172 msnm a 26 km de la capital nacional, Zagreb. Al cens 2011, el total de població de la localitat va ser de 251 habitants.